# Avre (Eure)
Az Avre folyó Franciaország területén, az Eure bal oldali mellékfolyója.

## Földrajzi adatok
A folyó Orne megyében ered, és Dreux-nél torkollik  az Eure-be. A hossza 80 km, vízgyűjtő területe 917 km².

## Megyék és városok a folyó mentén
- Orne
- Eure: Verneuil-sur-Avre, Tillières-sur-Avre és Nonancourt.
- Eure-et-Loir